# Aam
Aam je stará holandská jednotka objemu. V Holandsku se její hodnota pohybovala mezi 143 a 157 litry, v Německu mezi 134 a 174 litry. V Německu tuto jednotku nazývají také Ahm nebo Ohm[zdroj?]. Mimo Evropu se jednotka používala i v asijských státech, především Indonésii.

## Velikosti jednotky Aam v minulosti
- Prusko 137,4 litru
- Frankfurt nad Mohanem 143,42 litru
- Bádensko 150,1 litru
- Švýcarsko 150,1 litru
- Brunšvicko 149,9 litru
- Meklenbursko, 145,5 litru
- Lübeck a Sasko-Meiningensko 64,45 litru
- Dánsko 149,75 litru (částečně také 154,58 litru)
- Švédsko 157,03 litru